# Ryner Wilson Motor
Die Ryner Wilson Motor Co. Ltd. war ein britischer Automobilhersteller in Wimbledon (London). Zwischen 1920 und 1923 wurde dort ein Personenwagenmodell gebaut.
Der Ryner-Wilson 15.9 hp besaß einen obengesteuerten, wassergekühlten Sechszylinder-Reihenmotor mit 2,3 l Hubraum und einem Zenith-Vergaser oder einem Vici-Doppelvergaser. Der Radstand betrug 3124 mm. Die Hinterräder hatten Cantileverfederung.
Nur einzelne Fahrzeuge entstanden in den drei Produktionsjahren, zu einer regelrechten Serienfertigung kam es nicht.

## Modelle
| Modell  | Bauzeitraum | Zylinder | Hubraum  | Radstand |
| ------- | ----------- | -------- | -------- | -------- |
| 15,9 hp | 1920–1923   | 6 Reihe  | 2290 cm³ | 3124 mm  |